# Fricativa palatal sonora
La fricativa palatal sonora és un so que es representa amb el signe [ʝ] a l'AFI (una lletra "j" minúscula amb un llaç a la cua).
Apareix a llengües com el grec modern, el suec, el neerlandès (flamenc), l'amazic i com a variant posicional en algunes variants del castellà on "ll" i "y" es confonen.

## Característiques
- És un so sonor perquè hi ha vibració de les cordes vocals.
- És palatal perquè la llengua en articular-lo toca el paladar i el contacte produeix una fricció o turbulència en el pas de l'aire que fa que es consideri un so fricatiu.
- És un so pulmonar central.
- És una consonant.

## En català
En català, aquest so existeix només en el subdialecte mallorquí, i encara només en algunes àrees, les mateixes on existeix la realització del so [ɟ] com a al·lòfon de /g/. Aquest so és també un dels cinc al·lòfons del fonema /g/. Concretament, el fonema /g/ presenta l'al·lòfon [ʝ] quan es troba en context d'aproximantització i davant una vocal anterior. Així, trobam aquest so en mots com agafa, hagués, nega o agui(s)ar.
Val a dir que aquest so és coincident amb la realització ieista del fonema /ʎ/, i per tant, un parlant ieiesta pot interpretar el mot "cagar" com a "callar" quan el senti pronunciat per un parlant que fa aquesta peculiar realització.